# Victoria Loukianetz
Victoria Loukianetz (em ucraniano:  Вікторія Лук'янець, transliteração formal: Viktoriya Lukyanets) (nascida em 20 de novembro de 1966) é uma soprano ucraniana com uma carreira activa cantando papéis principais na Ópera Estatal de Viena, La Scala e outras casas de ópera europeias. Ela também apareceu em papéis principais no Metropolitan Opera em Nova York.
Ela nasceu em Kiev e formou-se em canto solo pelo Instituto R. Glier Kyiv. Na Ópera Estatal de Viena, ela especializou-se em papeis de bel canto, incluindo papeis principais de soprano em Linda di Chamounix, I puritani, La traviata, Rigoletto, L'elisir d'amore, Il barbiere di Siviglia e A Flauta Mágica.